# Amadeu II de Saboia
Amadeu II, Conde de Saboia (1030 - 26 de janeiro de 1080) foi conde de Saboia de 1060 a 1080, governou em comum com seu irmão Pedro I de Saboia até 1078. Também foi Conde de Maurienne.

## Casamento e descendência
Foi filho de Otão I de Saboia, conde de Saboia e marquês de Turim (1000 -?) e de Adelaide de Susa, filha de Olderico Manfredo II de Turim e de Berta de Este, herdeira de Turim (1016 -?).
Casou com Joana de Genebra (1040 -?) filha de Geroldo de Genebra, de quem teve:
1. Humberto II de Saboia, (1070 - 14 de outubro de 1103) conde de Saboia e de Moriana casou com Gisèle da Borgonha, filha de Guilherme I, Conde da Borgonha (1020 - 1087) e de Étiennett
2. Otão I de Saboia.
3. Adelaide de Saboia (1060 -?) casou com Manassès de Coligny.
4. Auxília de Saboia (c. 1060 -?) casou com Humberto ou Ulrich de Beaujeu.
5. Constança de Saboia.